# Manfred Oskar Lorek
Manfred Oskar Lorek (ur. 20 lipca 1940 w Uzdowie koło Działdowa, zm. 10 grudnia 2008) – zootechnik polski, profesor Akademii Rolniczo-Technicznej w Olsztynie, następnie Uniwersytetu Warmińsko-Mazurskiego.

## Życiorys
Urodził się w rodzinie ewangelickiej; matka pochodziła ze znanej mazurskiej rodziny Wilamowskich. Pierwsze lata życia spędził w Cieszynie, rodzinnym mieście ojca i dziadka, od 1947 mieszkał wraz z rodzicami w Katowicach. W 1959 ukończył Technikum Hodowlane w Ornontowicach, od 1962 studiował na Wydziale Zootechnicznym Wyższej Szkoły Rolniczej w Olsztynie, dyplom magisterski broniąc w 1967. Po studiach podjął pracę w produkcji zwierzęcej jako stażysta w Fermie Hodowli Zwierząt Futerkowych w Wiartlu koło Pisza. Z zakładem tym związany był przez niemal 20 lat, dochodząc w 1980 do stanowiska dyrektora. Na podstawie prac badawczych, prowadzonych obok produkcji, otworzył w 1979 przewód doktorski na Wydziale Zootechnicznym Akademii Techniczno-Rolniczo w Bydgoszczy, a rozprawę doktorską obronił w 1982.
W 1986 przeszedł do pracy naukowej na olsztyńskiej uczelni, przemianowanej w latach 70. XX wieku na Akademię Rolniczo-Techniczną. Był kolejno adiunktem i docentem kontraktowym (1989), a po uzyskaniu habilitacji (rozprawa Badania nad wykorzystaniem krwi konserwowanej chemicznie w żywieniu lisów polarnych (Alopex lagopus), obroniona na Wydziale Zootechnicznym Akademii Rolniczej w Lublinie w 1992) kierownikiem Zakładu Hodowli Zwierząt Futerkowych. W 1997 Zakład przekształcono w Katedrę Hodowli Zwierząt Futerkowych, a w 2005 w Katedrę Hodowli Zwierząt Futerkowych i Łowiectwa; Manfred Lorek pozostawał nieprzerwanie kierownikiem jednostki, od 1993 jako profesor nadzwyczajny, od 1997 jako profesor tytularny nauk rolniczych, także po utworzeniu Uniwersytetu Warmińsko-Mazurskiego w 1999.
W latach 1993–1999 przez dwie kadencje pełnił funkcję prodziekana ds. studiów Wydziału Zootechnicznego (od 1998 Wydziału Bioinżynierii Zwierząt) Akademii Rolniczo-Technicznej, w latach 1999-2002 był pierwszym dziekanem Wydziału Bioinżynierii Zwierząt Uniwersytetu Warmińsko-Mazurskiego. Jako członek senatu uczelni brał udział w pracach Komisji Budżetowej, Komisji Dydaktycznej oraz Komisji ds. Rozwoju. Był także pełnomocnikiem rektora ds. współpracy z Państwowym Uniwersytetem Rolniczym w Grodnie.
W badaniach naukowych zajmował się zagadnieniami żywienia i rozrodu zwierząt futerkowych. Odbył staże zagraniczne w Niemczech, w Anglii i w Finlandii. Ogłosił przeszło 100 publikacji naukowych w czasopismach polskich i zagranicznych (także jako współautor), m.in. Effects of new generation supplement on some performance indices and health state in mink (2000), Nutrient digestibility and nitrogen retention in arctic foxes fed a diet containing cultures of probiotic bactgerial (2001), rozdział Jenoty w podręczniku Hodowla zwierząt futerkowych. Opracował programy kształcenia dla kilku przedmiotów realizowanych na olsztyńskiej uczelni. Z kilkudziesięciu prac magisterskich wykonanych pod jego kierownictwem dwie zdobyły nagrody w ogólnopolskim konkursie Polskiego Towarzystwa Zootechnicznego. Wypromował też trzech doktorów.
Był wieloletnim członkiem zarządu Sekcji Zwierząt Futerkowych Polskiego Towarzystwa Zootechnicznego, członkiem Olsztyńskiego Forum Naukowego, członkiem Rady Programowej „Hodowcy Zwierząt Futerkowych”. Od 1989 działał w olsztyńskim kole Macierzy Ziemi Cieszyńskiej, od 1993 był członkiem zarządu koła (przez pewien czas wiceprezesem); Zarząd Główny Macierzy uhonorował go dwukrotnie dyplomami uznania, a w 2001 nadano Lorkowi tytuł członka honorowego Macierzy.
Został odznaczony m.in. Srebrnym (1973) i Złotym Krzyżem Zasługi (1984), Krzyżem Kawalerskim (1999) i Oficerskim Orderu Odrodzenia Polski, Medalem Komisji Edukacji Narodowej (2001), Odznaką „Zasłużony Pracownik Rolnictwa” (1991), Odznaką honorową „Zasłużony dla Rolnictwa” (2002), Odznaką honorową „Zasłużony dla Warmii i Mazur” (1997), Odznaką „Za Zasługi dla Województwa Suwalskiego” (1982), Honorową Odznaką Akademii Rolniczo-Technicznej (1993), nagrodą ministra edukacji narodowej i kilkoma nagrodami rektora.
Manfred Lorek był dwukrotnie żonaty – z Heleną Cecylią Szymańską (1941-2004), również działaczką olsztyńskiego koła Macierzy Ziemi Cieszyńskiej (skarbnik koła), pracownikiem techniczno-administracyjnym katedry kierowanej przez męża, oraz z Władysławą Stamporowską (ur. 1944). Z pierwszego małżeństwa miał syna Marcina.
Zmarł 10 grudnia 2008.